# Fahrenheit (programma radiofonico)
Fahrenheit è un programma radiofonico pomeridiano, in onda sulle frequenze di Rai Radio 3 dal 27 settembre 1999. 
È stato ideato da Marino Sinibaldi ed è curato da Susanna Tartaro. Il nome della trasmissione è tratto dal romanzo Fahrenheit 451 di Ray Bradbury.
Il suo palinsesto si compone di interviste su temi di attualità culturale e presentazioni di libri, incontri con gli autori e spazi dedicati alla letteratura per ragazzi, alla poesia, al mondo della scuola e dell'università, a giochi e ascolti musicali, alla ricerca di libri non più presenti nelle librerie e desiderati dagli ascoltatori (nella rubrica Caccia al libro) e a collegamenti con librerie, biblioteche e festival culturali.
Al suo interno va in onda la rubrica Ad alta voce, che propone un libro della letteratura mondiale letto ad alta voce come un audiolibro.
Tra le sue peculiarità si può trovare quasi in ogni puntata una versione diversa di My Favorite Things, canzone-manifesto del programma e inserita negli intermezzi tra una rubrica e l'altra.
Tra le voci che si avvicendano alla conduzione del programma vi sono quelle di Loredana Lipperini, Felice Cimatti, Carlo D'Amicis, Tommaso Giartosio e Graziano Graziani; la redazione è composta da Benedetta Annibali, Giosuè Calaciura, Michele De Mieri, Lea Gemmato, Laura Marinelli, Clementina Palladini, Daniela Pirastu e Laura Zanacchi.